# Flávia Garrafa
Flávia Garrafa (17 de abril de 1974) é uma atriz e psicóloga brasileira. 

## Biografia
No ano de 1996, Flávia formou-se em psicologia pela Universidade de São Paulo (USP). Foi estudar teatro em Nova Iorque no Lee Strasberg Theatre and Film Institute. Após quase um ano nos Estados Unidos ela retornou ao Brasil. É professora de teatro.
De 2012 a 2020 foi casada com o diretor Pedro Vasconcelos.

## Filmografia

### Cinema
| Ano  | T´tulo                                          | Personagem             | Notas          |
| ---- | ----------------------------------------------- | ---------------------- | -------------- |
| 2003 | Cristina Quer Casar                             | Vendedora              |                |
| 2007 | Por Um Fio                                      | Carmen                 |                |
| 2008 | O Não de São Paulo                              | Lisa                   | Curta-metragem |
| 2013 | O Concurso                                      | Juíza                  |                |
| 2014 | O Candidato Honesto                             | Isabel Praxedes        |                |
| 2014 | Os Homens São de Marte... e É pra lá que Eu Vou | Vendedora da joalheria |                |
| 2016 | Uma Noite em Sampa                              | Eugenia                |                |
| 2017 | Fala Sério, Mãe!                                | Angélica Paz           |                |
| 2018 | Talvez uma História de Amor                     | Denise                 |                |
| 2018 | O Candidato Honesto 2                           | Isabel Praxedes        |                |
| 2018 | Tudo por um Popstar                             | Marta Pereira          |                |
| 2019 | Eu Sou Mais Eu                                  | Selma                  | Mãe da Camila  |
| 2021 | Pai em Dobro                                    | Jade                   |                |
| 2021 | Diários de Intercâmbio                          | Regina da Silva Neves  |                |
| 2023 | Meu Casulo de Drywall                           | Malu                   | [ 4 ]          |
| 2024 | Chama a Bebel                                   | Marieta                | [ 5 ]          |
| 2024 | Férias Trocadas                                 | Kaluma                 |                |

### Televisão
| Ano     | Título           | Personagem           | Notas                                      |
| ------- | ---------------- | -------------------- | ------------------------------------------ |
| 1999    | Sandy & Junior   | Lurdinha             | Episódio: "Uma Força pro Cupido"           |
| 2007    | Sob Nova Direção | Amélia               | Episódio: "Avoada Amante"                  |
| 2007    | Cilada           | Tereza               | Episódios "Churrasco" Episódio: "Barzinho" |
| 2010    | Caras & Bocas    | Luzimar              | Episódio: "8 de janeiro"                   |
| 2011    | Morde & Assopra  | Dra. Carolina Vianna |                                            |
| 2012    | Amor Eterno Amor | Gilda Tavares        | Episódios: "9–10 de março"                 |
| 2012    | Salve Jorge      | Empregada do hotel   | Episódio: "2 de janeiro"                   |
| 2013    | Surtadas na Yoga | Ana Maria            |                                            |
| 2015    | Amor Veríssimo   | Várias Personagens   |                                            |
| 2017    | Prata da Casa    | Viviane              |                                            |
| 2017    | TOC's de Dalila  | Bel Cordeiro         | Episódio: "Minha Cozinha, Minha Vida"      |
| 2017–18 | Tô de Graça      | Abigail              | Temporadas 1–2                             |
| 2018    | Espelho da Vida  | Neusa Tavares        |                                            |
| 2021    | Os Ausentes      | Edith                |                                            |
| 2021    | Bugados          | Sra. Glinda          | Episódio: "O Bug da Sra. Glinda"           |
| 2022    | Plantão sem Fim  | Solange              |                                            |
| 2023    | Fantástico       | Jornalista           | Quadro: "Retrato Falado"                   |
| 2023    | Use Sua Voz      | Emília               |                                            |
| 2024    | Dr4g0n           | Aline                |                                            |

## Teatro
| Ano       | Título                                     |
| --------- | ------------------------------------------ |
| 1992      | Noite Que Te Quero Dia                     |
| 1993      | O casamento Suspeitoso                     |
| 1994      | Bodas de Sangue                            |
| 1998      | Cuidado: Garoto Apaixonado                 |
| 1999      | Grogue                                     |
| 1999      | Putas                                      |
| 2000-2002 | Chá Das Cinco                              |
| 2001-2002 | Sex Shop, uma Comédia Erótica              |
| 2003      | Guerra Na Casa Do João                     |
| 2003      | Há um Incêndio sob a Chuva Rala            |
| 2004      | Recém separados                            |
| 2004      | As Mentiras Que os Homens Contam           |
| 2005      | A gata Borralheira                         |
| 2005      | Caras e Bocas                              |
| 2005      | Arsênico e Alfazema                        |
| 2006      | Assim com Rose                             |
| 2007      | Toalete                                    |
| 2008      | Paulo Francis Está Morto                   |
| 2008-2009 | Foi Ela Que Começou, Foi Ele que Começou   |
| 2008-2009 | Toc Toc                                    |
| 2009-2011 | TPM Karina                                 |
| 2012      | Como Se Tornar uma super mãe em dez lições |
| 2013      | Bette Davis e Eu                           |
| 2013      | A Descida do Monte Morgan                  |
| 2014      | Retratos e Canções                         |
| 2015      | Os Recicláveis                             |
| 2015-2022 | Fale Mais Sobre Isso                       |